# Johann Jakob Bernhardi
Johann Jakob Bernhardi (* 1. September 1774 in Erfurt; † 13. Mai 1850 ebenda) war ein deutscher Botaniker. Sein offizielles botanisches Autorenkürzel lautet „Bernh.“.

## Leben
Bernhardi studierte Medizin und Botanik in Erfurt und war dann einige Zeit Arzt in Erfurt. 1799 wurde er Direktor des Botanischen Gartens in
Erfurt (in der Gartenstraße) und 1809 Professor für Botanik, Zoologie, Mineralogie und Pharmazie (Materia Medica) an der Medizinischen Fakultät in Erfurt. Er blieb bis zu seinem Tod Direktor des Botanischen Gartens und liegt dort auch begraben.
Sein umfangreiches Herbarium von 60.000 Exemplaren kam nach seinem Tod durch Verkauf in die USA und bildet einen Teil des Herbariums des Missouri Botanical Garden.
Er war Herausgeber der Thüringischen Gartenzeitung und des Allgemeinen Deutschen Gartenmagazins.

## Ehrungen
Im Jahr 1820 wurde Bernhardi zum Mitglied der Gelehrtenakademie Leopoldina gewählt. Die Gattung der Gabelblattgewächse (Psilotaceae) Bernhardia Willd. ex Bernh. ist ihm zu Ehren benannt. Bernhardi beschrieb als Erster unter anderem einige Orchideen. Eine Straße in Erfurt ist ihm zu Ehren benannt.

## Werke
- Catalogus plantarum horti Erfurtensis, 1799.
- Systemartiges Verzeichnis der Pflanzen, welche in der Gegend um Erfurt gefunden werden, Erster Theil, 1800 (Digitalisat).
- Anleitung zu Kenntnis der Pflanzen, 1804.
- Beobachtungen über Pflanzengefäße, 1805.
- Ueber den Begriff der Pflanzenart und seine Anwendung, 1835.